# Pisică pitică
Pisica pitică (Leopardus tigrinus) este o felină mică cu pete din America Centrală până în centrul Braziliei. Este listată ca vulnerabilă pe Lista roșie a IUCN, iar populația este amenințată de defrișarea și transformarea habitatului în teren agricol.

## Caracteristici
Pisica pitică este asemănătoare cu margay-ul și cu ocelotul, dar mai mică. Este una dintre cele mai mici feline sălbatice din America de Sud.